# Pyramica marginata
Pyramica marginata är en myrart som först beskrevs av Santschi 1914.  Pyramica marginata ingår i släktet Pyramica och familjen myror. Inga underarter finns listade i Catalogue of Life.

## Bildgalleri

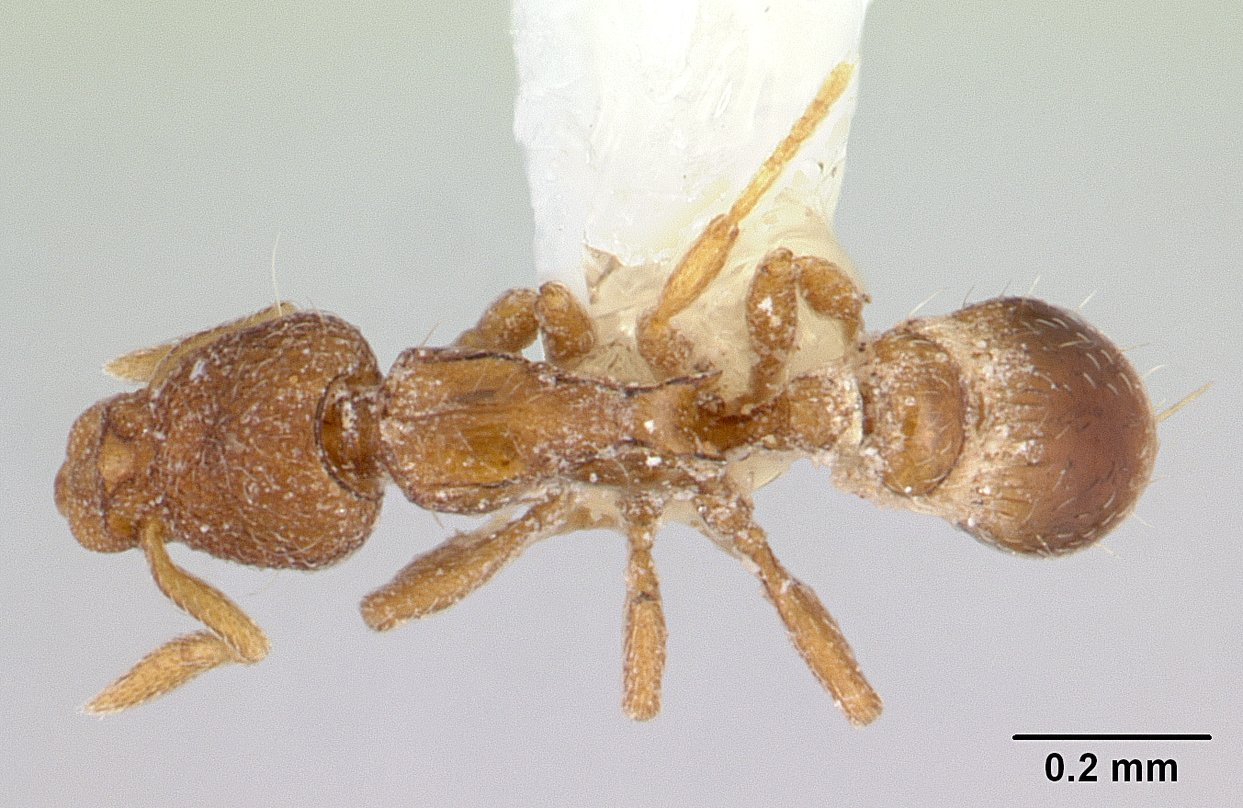
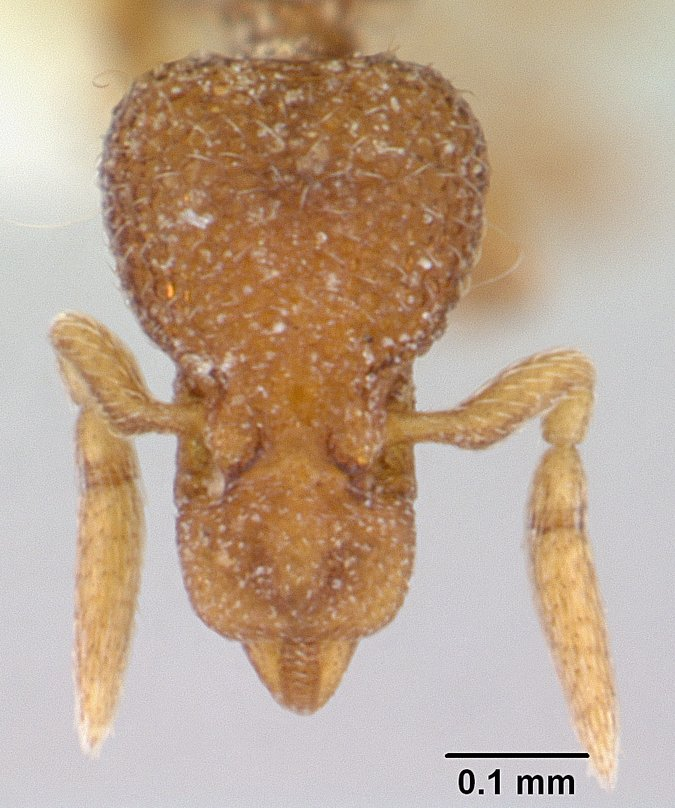
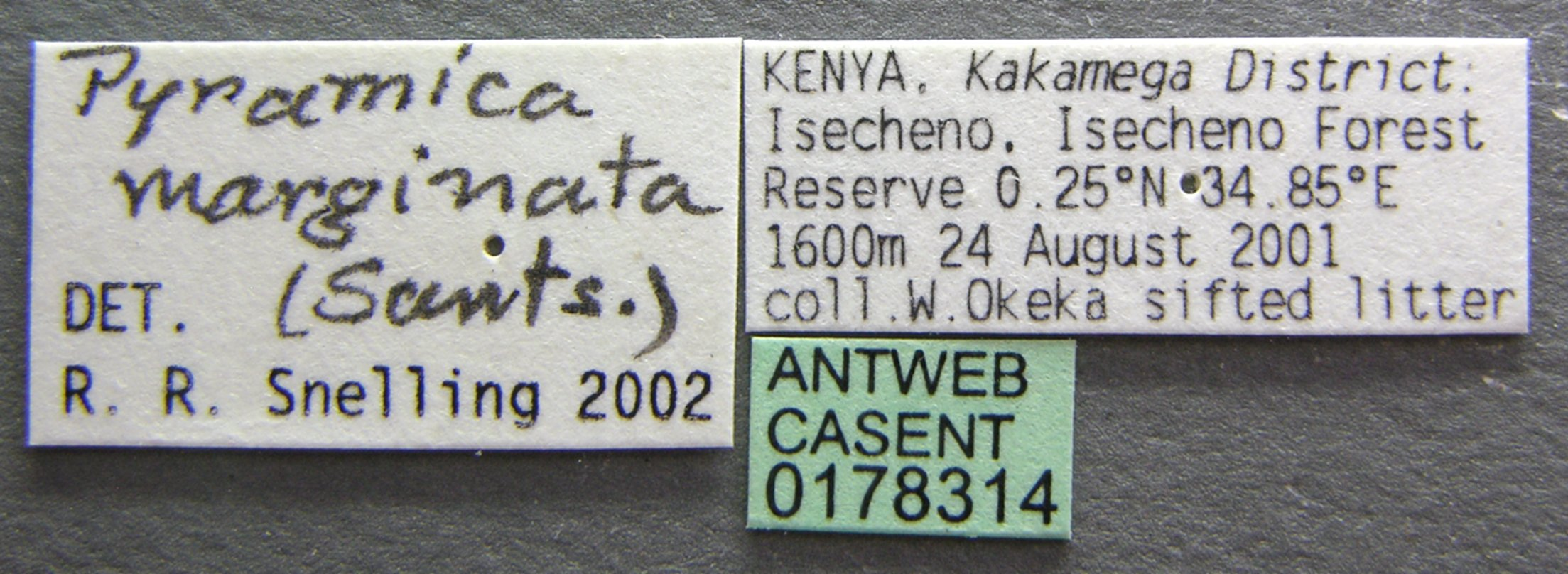
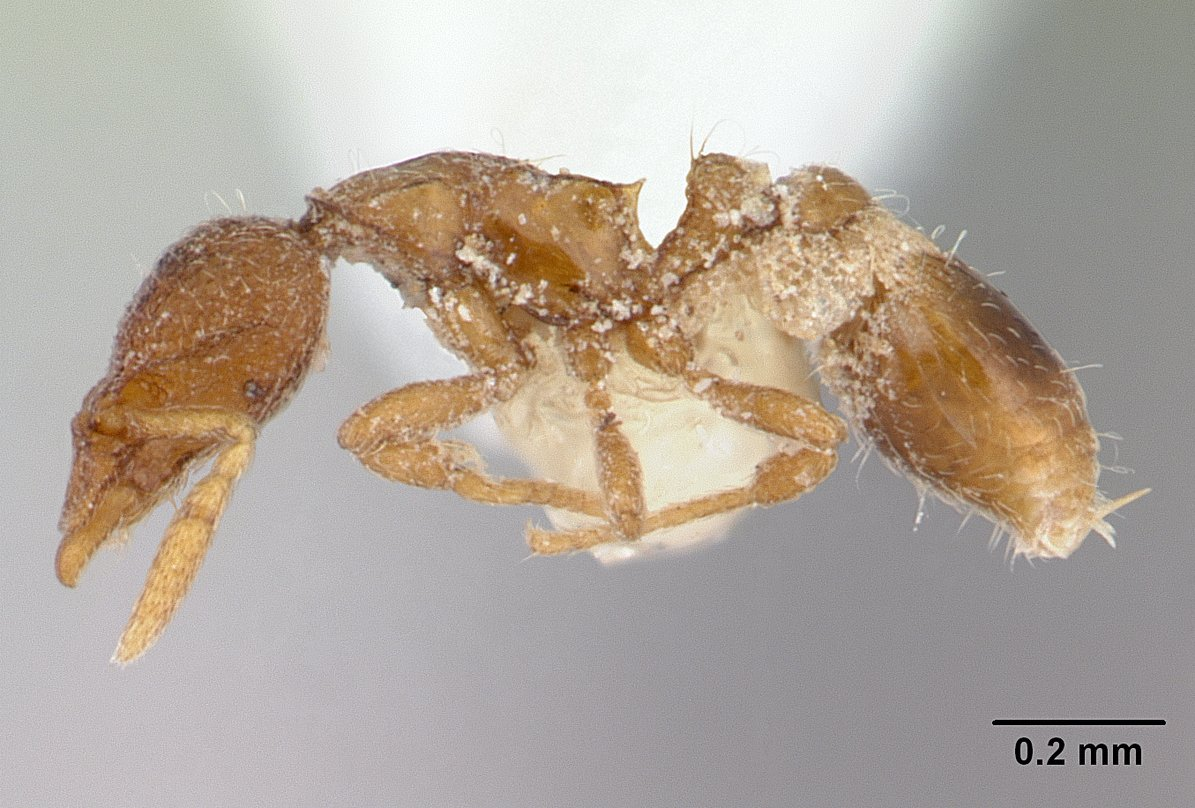